# Cat Eccles
Cat Eccles est une personnalité politique britannique, membre du Parti travailliste. 
Elle travaille comme praticienne dans le domaine opératoire pour le NHS.
Elle devient conseillère pour Wollaston et Stourbridge en mai 2022, puis députée de Stourbridge en 2024.

## Biographie

### Carrière professionnelle
Cat Eccles travaille comme praticienne dans le domaine opératoire pour le NHS,,.

### Carrière politique
En mai 2022, Cat Eccles devient conseillère pour le quartier de Wollaston et Stourbridge au sein du conseil de Dudley,. Pendant la pandémie, elle occupe un rôle important dans le groupe de soutien communautaire de Stourbridge, apportant aide et assistance aux personnes dans le besoin durant les confinements.
En 2024, Cat Eccles est élue députée de Stourbridge avec 15 338 voix,. Sa priorité principale est de réduire les longues listes d'attente de la NHS, qui concernent des « dizaines de milliers de personnes ».

### Vie privée
Cat Eccles vit à Stourbridge, avec son partenaire John.